# Hauptstrasse 237.1
Die Hauptstrasse 237.1 ist eine Schweizer Hauptstrasse im Kanton Bern. Sie verbindet Ins am Rand des Grossen Mooses mit Nidau und die Hauptstrasse 10 mit der Hauptstrasse 235 sowie der Hauptstrasse 6.
Fast auf der ganzen Strecke liegt das Trassee der Bahnstrecke Biel–Ins von Aare Seeland mobil neben der Fahrbahn.

## Verlauf
Die Strecke beginnt in Ins als Abzweigung von der Hauptstrasse 10. Sie verläuft in nordöstlicher Richtung am Südostabhang des Bergs Schalterain entlang und durchquert das Dorf Brüttelen. Am Lüscherzmoos zweigt die Hauptstrasse 237.2 nach Lüscherz und Erlach von der Strasse ab, die in Hagneck auf einer im Jahr 2004 neu gebauten Brücke den Hagneckkanal überquert.
Beim Ausheben dieses Umleitungskanals der Aare hatte der Kanton Bern 1875 an dieser Stelle eine erste Brücke für die regionale Strassenverbindung bauen lassen, die jedoch schon 1877 wegen des unstabilen Untergrunds zerstört wurde. 1878 und nochmals 1897 wurden neue Kanalbrücken in Hagneck gebaut. Seit 1915 verkehrten auch die Züge der Biel-Täuffelen-Ins-Bahn auf der Strassenbrücke den Hagneckkanal. Seit 2004 hat die Bahn eine separate Brücke neben der Strassenbrücke.
Von Hagneck aus führt die Hauptstrasse durch Täuffelen, Gerolfingen, Mörigen, Lattrigen, Sutz und Ipsach und endet im Gebiet von Nidau, wo sie am Kreisel im Quartier Beunden in die Hauptstrasse 235 einmündet, mit der zusammen sie weiter durch Nidau bis zur Zihlbrücke beim Schloss Nidau und zum Guido-Müller-Platz, an der Grenze zu Biel, führt.

## Bilder

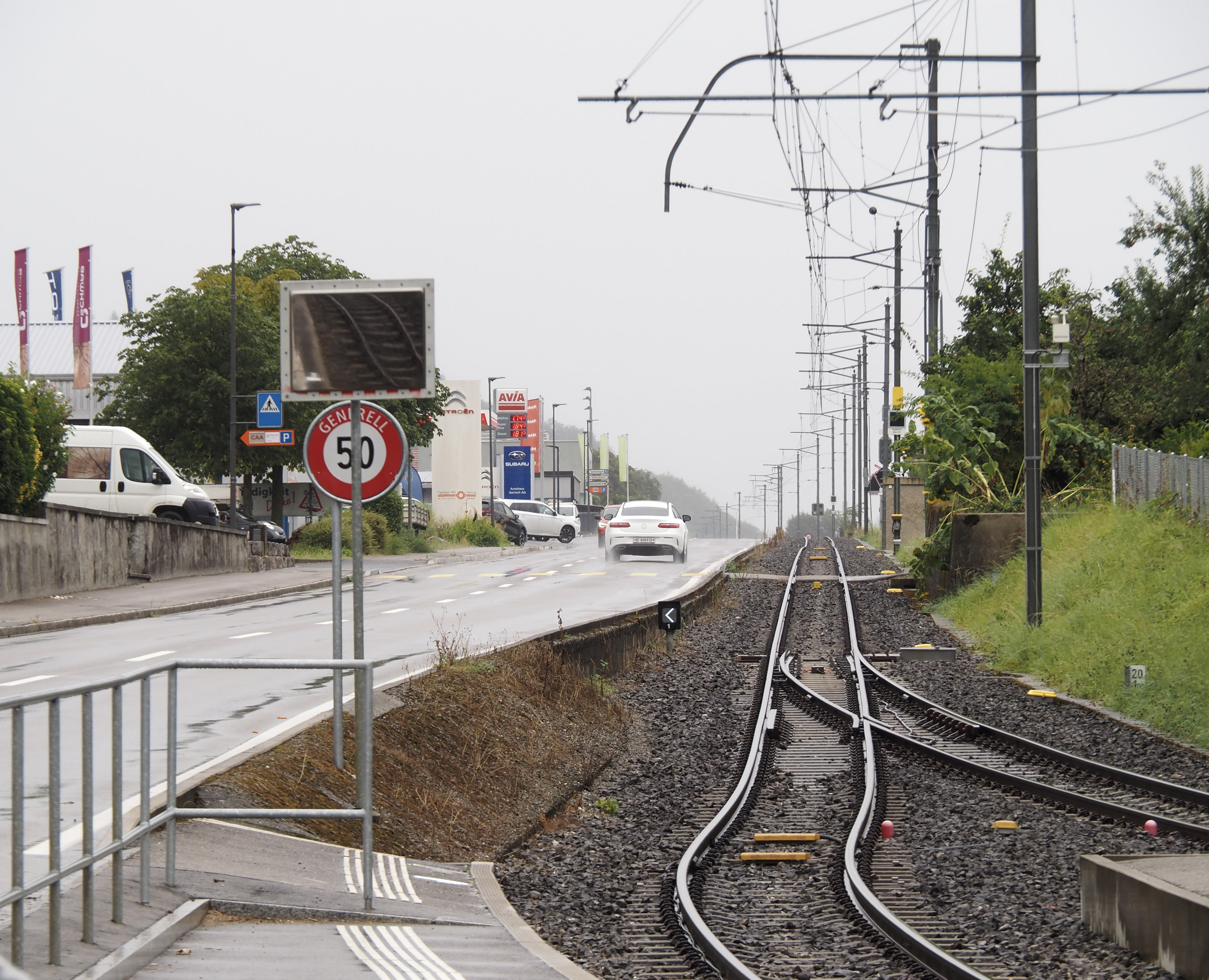
Bahngleis neben der Hauptstrasse in Ins
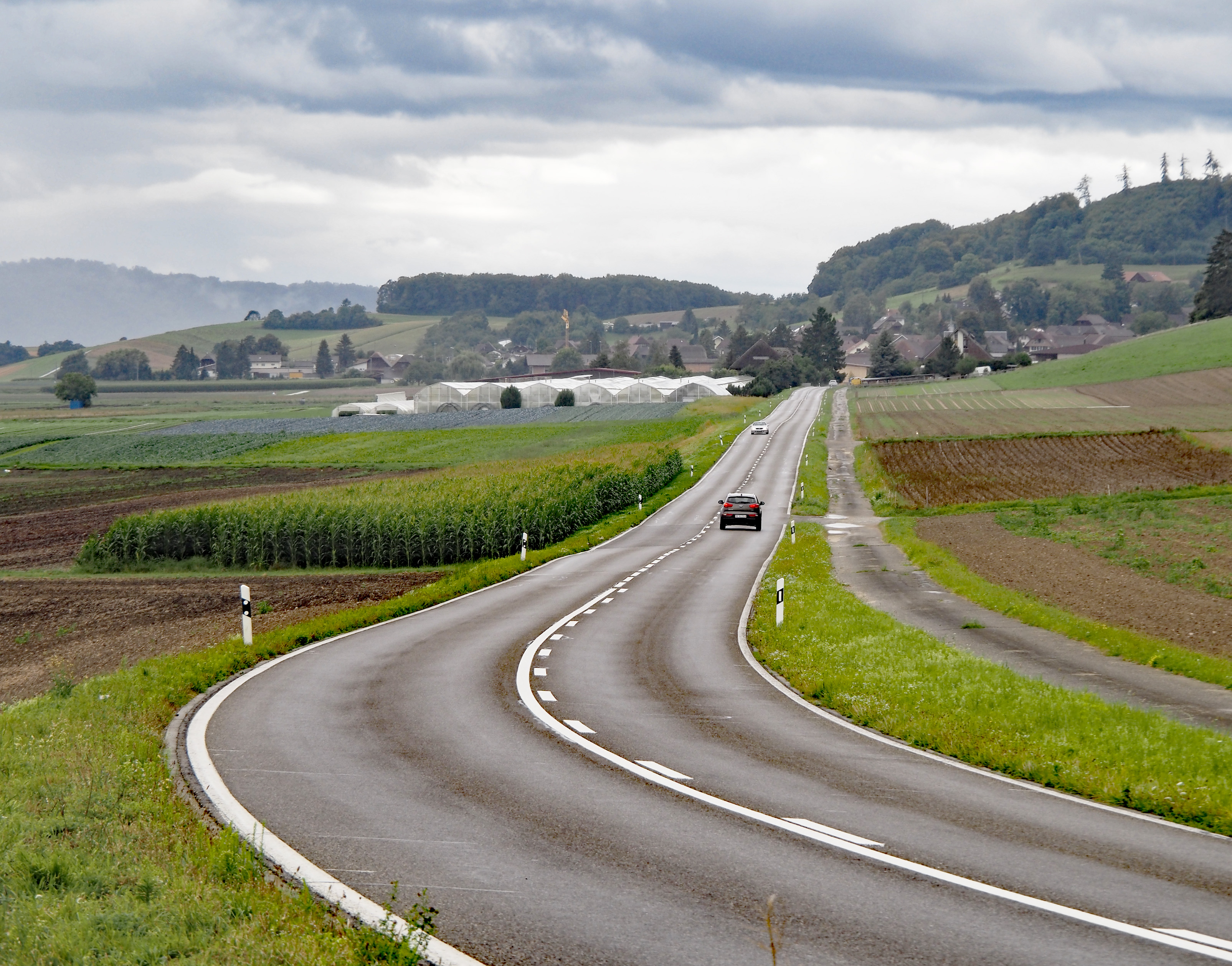
Strasse bei Brüttelen
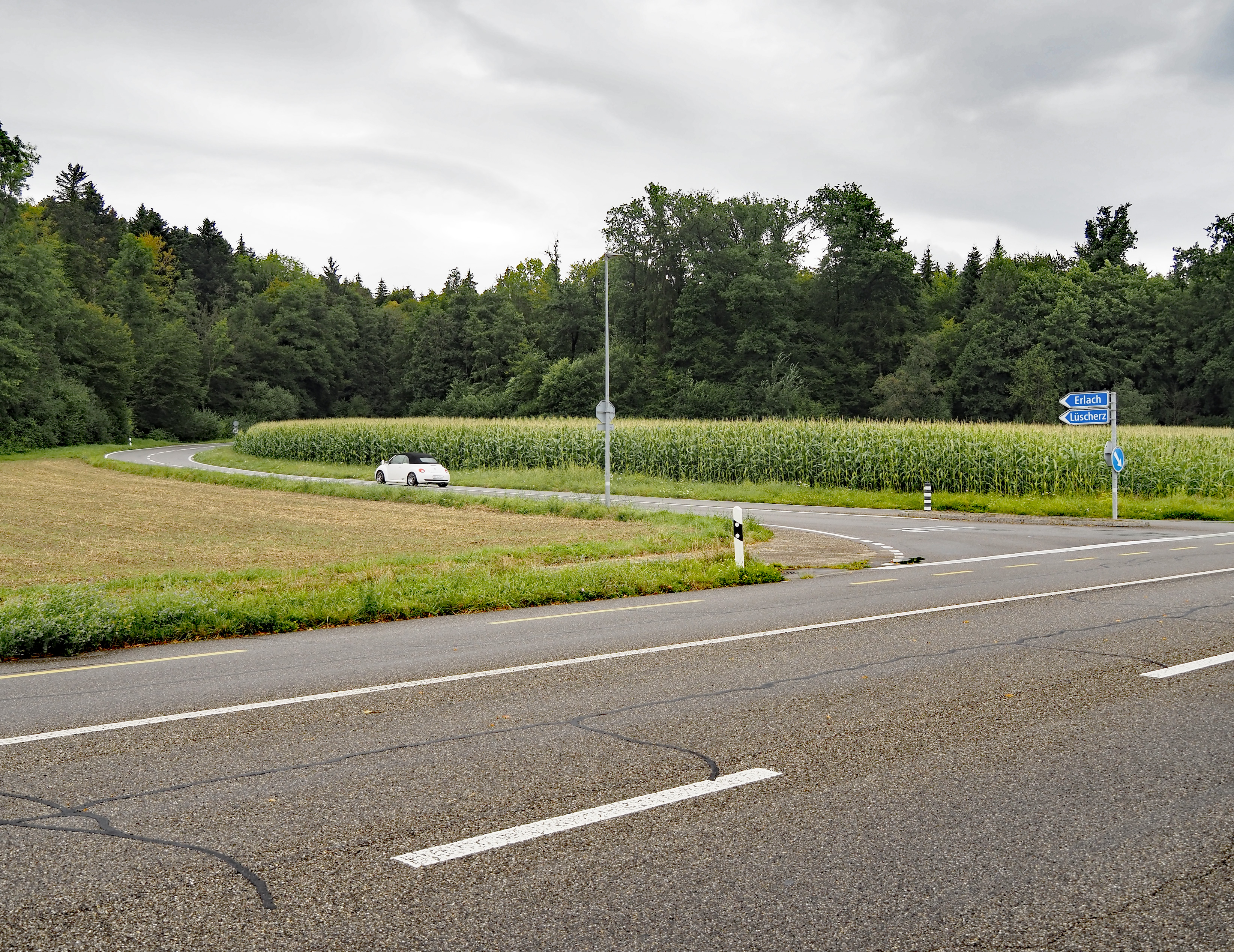
Abzweigung der Hauptstrasse 237.2
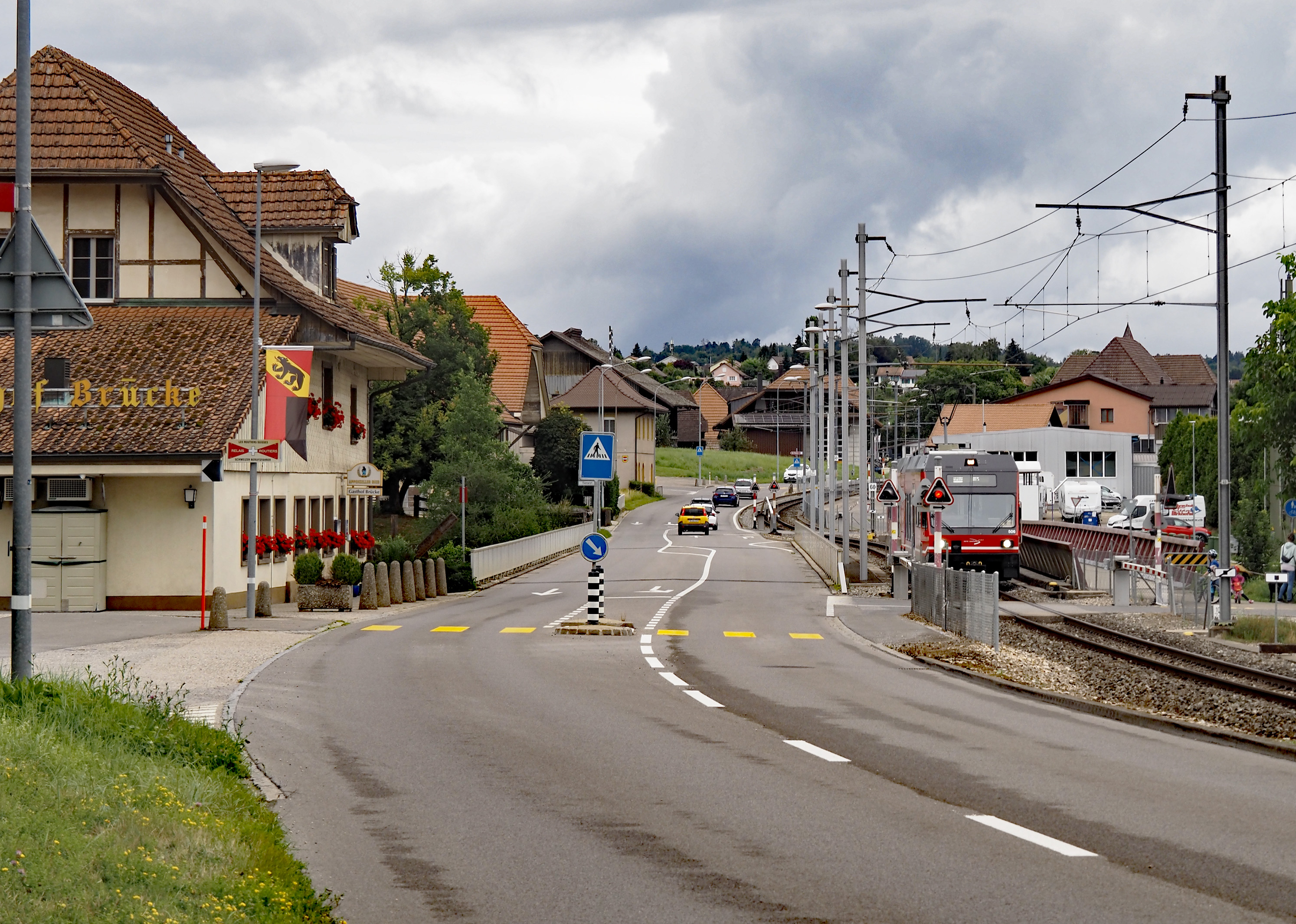
Brücke über den Hagneckkanal bei Hagneck
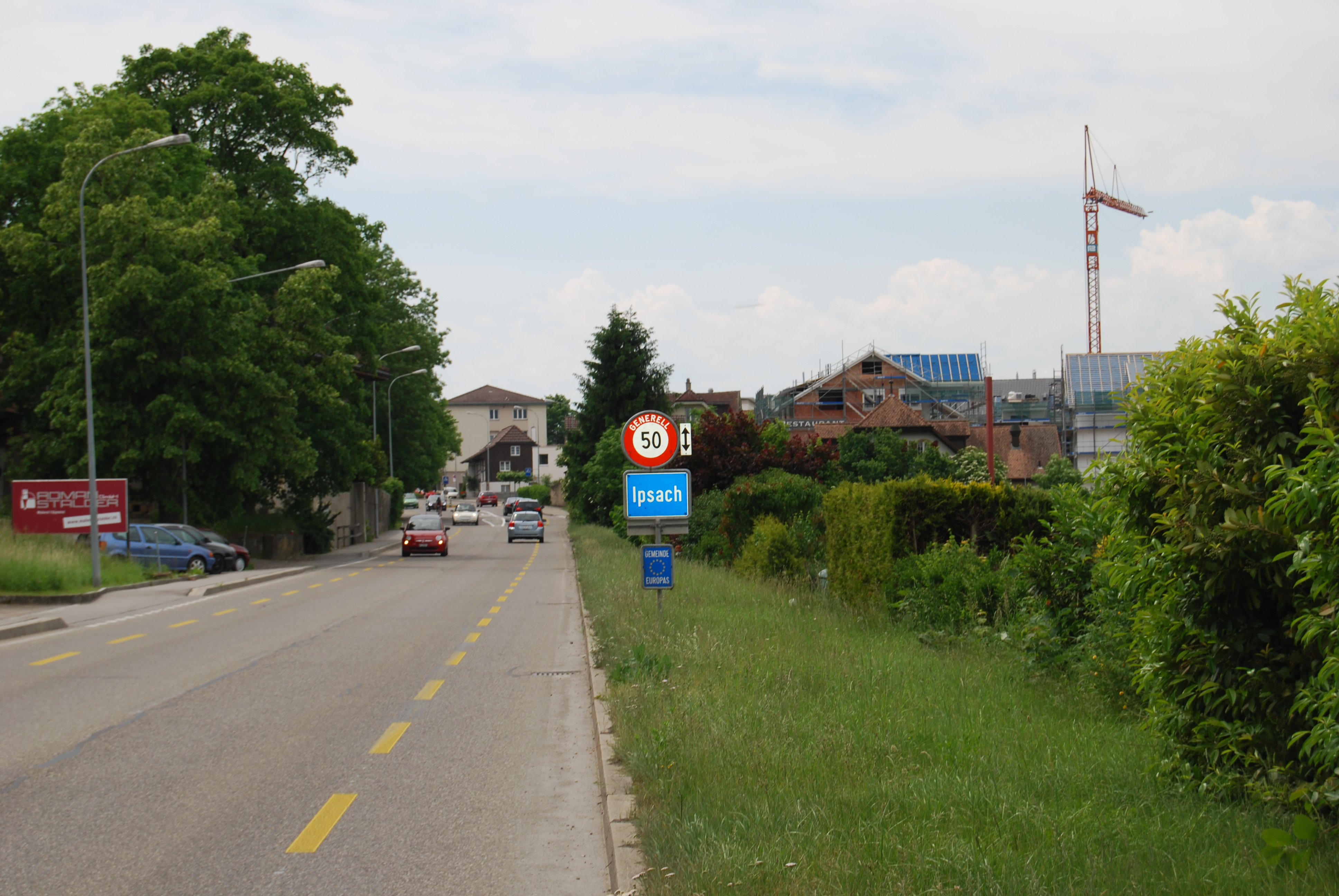
Ipsach